# Wendy Briceño Zuloaga
María Wendy Briceño Zuloaga (Hermosillo, Sonora; 15 de septiembre de 1978) es una política mexicana y activista. en la LXIV Legislatura y la LXV Legislatura de la Cámara de Diputados por el Distrito 5.  de Sonora con cabecera en Hermosillo por el partido MORENA, donde fue Presidenta de la Comisión de Igualdad de Género y promovió leyes para el ejercicio efectivo de los derechos de las mujeres.  Recibió la Presea al poderío de las Mujeres Sonorenses en 2023 que entrega el Congreso de Sonora. 

## Formación Académica
Es maestra en Estudios de Género, Procesos Políticos y Transformaciones Culturales por El Colegio de México y Licenciada en Ciencias de la Comunicación por la Universidad de Sonora.  
Su tesis de maestría Una entre muchos. El gobierno municipal de una alcaldesa. El caso de Hermosillo (2003-2006), capital de Sonora. se encuentra en el catálogo del Instituto Nacional de las Mujeres por su concurso “Sor Juana Inés de la Cruz”, para premiar las mejores tesis de licenciatura, maestría y/o especialidad y doctorado.
Es licenciada en Ciencias de la Comunicación por la Universidad de Sonora y cuenta con diplomados de Multiplicación de la Prevención de la Violencia Intrafamiliar y en Liderazgo Político con Perspectiva de Género para la Construcción de Agendas de Igualdad.

## Formación Política
Desde muy joven inició un camino como activista en temas sociales y de género. También fortaleció su experiencia en el servicio público en los órdenes de gobierno municipal y federal; particularmente en áreas de proyectos estratégicos, educación y participación ciudadana.
Ha sido ponente en talleres, cursos y diplomados sobre políticas públicas y perspectiva de género, entre otros temas, en Sonora y Baja California; es analista de temas políticos y sociales en diversos espacios de radio y prensa.
Le interesan particularmente los temas de la participación política de las mujeres, así como los temas que atañen a los gobiernos municipales, como los órdenes de gobierno más próximos y cercanos a la gente. 
En el proceso electoral 2014-2015 fue candidata de MORENA a diputada local por el distrito XI Hermosillo Costa.
En el proceso electoral 2018 del que resultó ganadora, su equipo enfrentó amenazas a su integridad. De igual manera, Wendy Briceño se manifestó con otros candidatos de la coalición "Juntos Haremos Historia" por condiciones equitativas en la elección.

## Trayectoria en la política y la administración pública
Ha sido funcionaria pública federal y local. En el H. Ayuntamiento de Hermosillo fue coordinadora de Comunicación Social de Agua de Hermosillo, en el Gobierno Federal fue subdirectora de Difusión y directora de Concertación, Vinculación y Alianzas Estratégicas del Instituto Nacional para la Educación de los Adultos (INEA). 
Como representante popular fue Diputada en la LXIV Legislatura de la Cámara de Diputados, donde fungió como secretaria en la Comisión de Igualdad de Género, ponente en múltiples foros y conferencias en materia de género y, actualmente, en la LXV Legislatura, es Diputada Federal reelecta (por mayoría relativa) en el distrito 5 de Sonora, con licencia para ejercer su cargo como Secretaria de Desarrollo Social en el Gobierno de Sonora. 
En septiembre de 2021 es secretaria de Desarrollo Social en el Gobierno del Estado de Sonora, durante su administración en Sedesson impulsado programas sociales como: 
- Programa Yo Genero Inclusión.[14][15]
- Programa las Jefas Autogestoras de la Transformación Social. [16][17][18]

- Programa Memoria Viva [19][20]
- Programa Cuidar a quienes cuidan. [21][22]

Durante su gestión creó la Unidad de Igualdad de Género para contar con mecanismos que incluyeran la perspectiva de género en todas las áreas y actividades de la Secretaría. El 2 de octubre de 2024 renuncia a su puesto para buscar la dirigencia de Morena en Sonora. 
El 2 de junio de 2025 toma protesta como gerente de Banobras para el estado de Sonora. 

### Controversia
Wendy Briceño se ha convertido en uno de las pocas funcionarias en México que ha manifestado pertenecer a la comunidad LGBT, al decir abiertamente que es lesbiana.  Su trabajo en la promoción y defensa de los derechos sociales bajo la filosofía  "Todos los derechos para todas las personas". 
Su activismo y promoción de los derechos LGBTI+, así como en la igualdad de las mujeres, la ha llevado a ser atacada por grupos conservadores  y PROVIDA. Estos grupos  consideraron  como “promotora del aborto” y “asesina de bebés”, encabezando una campaña en su contra que tenía por objeto criticar su trabajo político o propuestas, a través de Twitter, difundiendo de manera sistemática de mensajes ofensivos, discriminatorios y de odio dirigidos hacia ella. Por tal motivo inicio una denuncia por Violencia Política en razón de género.  